# ميريل لوروا إليس
ميريل لوروا إليس (بالإنجليزية: Merrill Leroy Ellis)‏ هو معلم موسيقى وملحن أمريكي، ولد في 9 ديسمبر 1916 في كيلبورن في الولايات المتحدة، وتوفي في 12 يوليو 1981.